# Simon Hart
Simon Anthony Hart (ur. 15 sierpnia 1963 w Wolverhampton) – brytyjski polityk, członek Partii Konserwatywnej, od 6 maja 2010 do 30 maja 2024 poseł do Izby Gmin z okręgu Carmarthen West and South Pembrokeshire (wybierany ponownie w 2015, 2017 i 2019 roku), w okresie 2019–2022 zajmował stanowisko ministra ds. Walii w drugim gabinecie Borisa Johnsona. W 2024 bez powodzenia kandydował do Izby Gmin w ponownie utworzonym okręgu wyborczym Caerfyrddin.
Uczęszczał do Royal Agricultural College w Cirencester. Jest żonaty, ma dwoje dzieci.